# Cornelia van Fornenbergh
Cornelia van Fornenbergh (getauft 25. Mai 1655 in Amsterdam; gestorben vor dem 7. Oktober 1709) war eine niederländische Schauspielerin.

## Leben
Cornelia van Fornenbergh wurde am 25. Mai 1655 in der Nieuwe Kerk in Amsterdam getauft. Sie war die jüngste Tochter des Schauspielers und Theaterregisseurs Jan Baptist van Fornenbergh (1624–1697) und der Schauspielerin Helena Heusen (ca. 1622–1680). Ihre Eltern waren reisende Theaterunternehmer und auch ihre drei Schwestern Susanna, Johanna und Dorotea waren Schauspielerinnen. Wie auch ihre Halbschwester Anna. Ihre vier Brüder, von denen einer relativ jung starb, sind nicht auf der Bühne aufgetreten. Ihr Bruder Peter van Fornenbergh gründete 1660 in Den Haag ein eigenes, festes Theater, in dem seine eigene Truppe spielte.
Die Truppe ihres Vaters unternahm weiterhin Tourneen, auch ins Ausland. Vermutlich nahm Cornelia an der Tournee von 1672 bis 1674 teil, die über Hamburg und Kiel nach Stockholm führte. In den Jahren 1678–1679 stand sie noch im Theater ihres Vaters in Den Haag auf der Bühne. In den Jahren 1678–1679 stand sie im Theater ihres Vaters in Den Haag auf der Bühne. Nach dem Tor ihrer Mutter im Jahr 1680 verließ Cornelia van Fornenbergh die Bühne. Sie beantragte im März 1681 beim reformierten Kirchenrat von Den Haag die Erlaubnis, am Abendmahl teilnehmen zu dürfen. Dazu musste sie jedoch auf die Schauspielerei verzichten. Nachdem sie Reue „wegen ihrer bisherigen Lebensweise gegenüber Komödien“ geäußert hatte, wurde sie angenommen. Ihre Schwestern Dorothea und Johanna folgten ihrem Beispiel, ebenso wie ihr Vater, der inzwischen Maria Nozeman, die Tochter seiner Partnerin Gillis Nozeman, wieder geheiratet hatte.
Cornelia van Fornenbergh lebte bis zu seinem Tod im Januar 1697 bei ihrem Vater. Jan Baptist van Fornenbergh hinterließ ihr und seinen fünf anderen überlebenden Kindern ein beträchtliches Vermögen: nicht nur das Theater am Denneweg, sondern auch Häuser und 15.000 Gulden in Anleihen. Im Jahr 1697 oder 1698 heiratete Cornelia van Fornenbergh Joost Henrick Borckman, den stellvertretenden Direktor der Lateinschule in Wesel. Wahrscheinlich ist sie danach nach Deutschland gezogen. Es sind keine Kinder aus der Ehe bekannt. Aus einer Haager Urkunde geht hervor, dass sie vor Oktober 1709 gestorben sein muss.